# Belle Rose (Louisiane)
Belle Rose est une census-designated place située dans la paroisse civile de l'Assomption en Louisiane (États-Unis).